# آدم إيفرت
آدم إيفرت (بالإنجليزية: Adam Everett)‏ هو لاعب كرة قاعدة أمريكي، ولد في 5 فبراير 1977 في أوستيل في الولايات المتحدة.

## وصلات خارجية
- آدم إيفرت على موقع دوري كرة القاعدة الرئيسي (الإنجليزية)
- آدم إيفرت على موقعبيزبول رفرنس.كوم (الدوري الرئيسي) (الإنجليزية)
- آدم إيفرت على موقعبيزبول رفرنس.كوم (الدوري الثانوي) (الإنجليزية)
- آدم إيفرت على موقع إي إس بي إن.كوم (أم.أل.بي) (الإنجليزية)
- آدم إيفرت على موقع مشجعي الرسوم البيانية (الإنجليزية)
- آدم إيفرت على موقع أوليمبيديا (الإنجليزية)